# تڭوڭة
تڭوڭة هي جماعة قروية في إقليم تارودانت بجهة سوس ماسة في المغرب. وهي تضم 4546 نسمة، حسب الإحصاء العام للسكان والسكنى لسنة 2014.
عانت جماعة تكوكة لعدة سنوات متتالية من 2021 إلى 2024 من خروقات مالية وإدارية وقانونية، وصراعات داخل المجلس الإداري للجماعة، بين الأغلبية والمعارضة، وهو ما نتج عنه تعطل العديد من الملفات والصفقات وتسبب في توقف عجلة التنمية بالمنطقة لمدة طويلة، إلى غاية توقيف رئيسة الجماعة وعزلها في سنة 2024، وإنتخاب رئيس جديد للجماعة.
خلال زلزال الحوز 2023، تضرر أكثر من نصف دواوير جماعة تكوكة، بسبب قوة الزلزال. ومازال الكثير من سُكان جماعة تكوكة يعيشون في ظروف صعبة في الخيام المؤقتة في انتظار بناء منازل جديدة.

## دواوير الجماعة
- دوار تزرطين
- دوار تزييغ
- دوار تغميمت
- دوار منزانيت
- دوار تمسولت
- دوار تاركوت
- دوار تسدوت
- دوار إميركن
- دوار الخومس
- دوار أخفركا
- دوار تدارت
- دوار أمكرنيس
- دوار تزليضا
- دوار إغيل
- دوار إمكسر
- دوار مكدوت
- دوار كلاوو
- دوار إحرفاش
- دوار أدقي
- دوار أنزان
- دوار غرضايت
- دوار أكرض نتسوكت
- دوار أيت سليمان
- دوار أكرض أوريغ
- دوار تزلومت
- دوار أماتيتر

## التعليم

### التعليم الإبتدائي
قائمة مؤسسات التعليم الإبتدائي في جماعة تكوكة:
- المدرسة الجماعاتية تكوكة بمركز الجماعة، ولها وحدات في دواوير: أكرض أوريغ - إداوكايس - أماتيتر - أدقي - تاركوت
- مجموعة مدارس تدارت، المركزية في دوار تدارت، ولها وحدات في دواوير: إداومسطوك - الخومس - توزليضا - توك الخير

### التعليم الإعدادي والثانوي
يتابع التلاميذ تعليمهم الإعدادي والثانوي في إعدادية تالكجونت بجماعة تالكجونت، وتتوفر على دار للطالب. وثانوية الداخلة بأولاد برحيل، تتوفر هذه الثانوية على داخلية لإيواء التلاميذ.

## النقل والطرق
يبعد مركز الجماعة عن مدينة أولاد برحيل بـ 40 كلم، ويستغرق الوصول إليه، إنطلاقاً من أولاد برحيل، حوالي ساعة من السياقة. فيما يبعد مركز الجماعة عن مدينة تارودانت بـ 80 كلم، ويستغرق الوصول إليه، إنطلاقاً من تارودانت، حوالي ساعة وخمسة وأربعون دقيقة بسبب كثرة المنعرجات.

## الصحة
يتوفر مركز الجماعة على مركز صحي قروي، وتوجد سيارات إسعاف تابعة للجماعة لنقل الحالات المستعجلة نحو أولاد برحيل أو تارودانت.

## السياحة
تفتقر المنطقة للفنادق، رغم توفرها على مناظر طبيعية خلابة. وتعرف إقبالاً كبيرا للسياح المحلين خلال موسم تساقط الثلوج.